# Edmond Prouhet
Edmond Félix Prouhet (* 4. April 1834 in Lorient, Département Morbihan; † 14. September 1922 in Brest, Département Finistère) war ein französischer Seeoffizier und Vizeadmiral (Vice-amiral), der unter anderem  zwischen 1895 und 1898 Marinepräfekt von Rochefort war.

## Leben

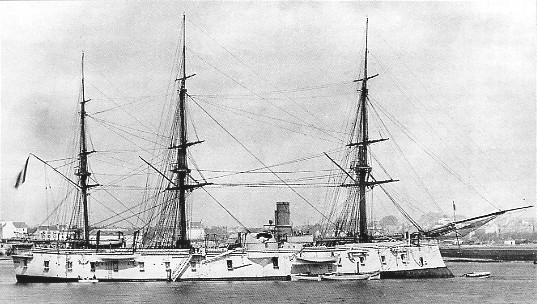
Fregattenkapitän Prouhet wurde 1879 Erster Offizier des Panzerschiffs La Galissonnière.

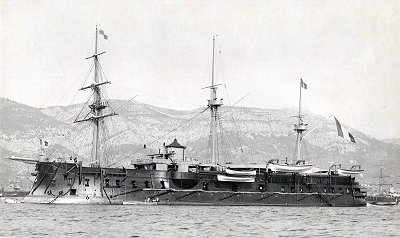
Als Kommandant einer Division des Mittelmeer-Reservegeschwaders war die Panzerfregatte Colbert sein Flaggschiff.

Edmond Félix Prouhet war ein Sohn des Marinearztes Erster Klasse Jean Prouhet (1773–1861) und dessen Ehefrau Virginie Aimée Beaudran sowie jüngerer Bruder von Jules Aimé Prouhet (1819–1898), der 1833 seine Ausbildung zum Seeoffizier begann und zuletzt 1870 zum Kapitän zur See befördert wurde. Er selbst begann nach dem Schulbesuch als Angehöriger der Promotion 1851 als Élève-officier seine Ausbildung zum Seeoffizier an der Marineschule (École navale), die er am 1. August 1853 auf dem Schulschiff Borda abschloss. Er wurde am 1. August 1853 als Aspirant de deuxième classe zur Marinebasis Brest verlegt und dort am 7. März 1855 Aspirant de première classe sowie am 7. März 1857 zum Leutnant zur See (Enseigne de vaisseau de deuxième classe) befördert. In den folgenden Jahren fand er zahlreiche Verwendungen und erhielt für seine Verdienste am 29. Dezember 1866 das Ritterkreuz der Ehrenlegion. Am 1. Januar 1869 wurde er auf das Schulschiff Borda der École navale verlegt, deren Kommandant Henri Garnault war, der spätere Chef des Stabes der Marine (Chef d’état-major de la Marine).
Am 24. Februar 1877 wurde Prouhet zum Fregattenkapitän (Capitaine de Frégate) befördert und übernahm am 1. Januar 1879 den Posten als Erster Offizier des zur Antillen-Division (Division navale des Antilles) gehörenden Panzerschiffs La Galissonnière, deren Kommandant Prosper Delassaux war. Am 11. Juli 1880 wurde ihm das Offizierskreuz der Ehrenlegion verliehen und am 1. Januar 1881 wurde er zur Marinebasis Brest versetzt. Am 31. Dezember 1883 erfolgte seine Beförderung zum Kapitän zur See (Capitaine de Vaisseau) und am 1. Januar 1885 übernahm er den Posten als Kommandant des Transportschiffs Loire, zu dessen Übernahme er bereits am 25. September 1884 nominiert wurde. Am 1. Januar 1886 wurde er wiederum zum Dienst auf der Marinebasis Brest abgeordnet und dort am 19. August 1890 zum Konteradmiral (Contre-amiral) befördert. Als solcher wurde er am 1. Juli 1891 Chef des Stabes der Marinebasis Brest und erhielt am 30. Dezember 1891 auch die Würde eines Kommandeurs der Ehrenlegion. Am 1. März 1893 wurde er Kommandant einer Division des Mittelmeer-Reservegeschwaders (Escadre de réserve de Méditerranée) mit der Panzerfregatte Colbert als Flaggschiff.
Zuletzt erhielt Edmond Prouhet am 11. September 1895 seine Beförderung zum Vizeadmiral (Vice-amiral) und wurde im Anschluss am 1. Oktober 1895 als Nachfolger von Konteradmiral Louis Alphonse Edmond Puech Oberkommandierender und Marinepräfekt des 4. Marinebezirks (Commandant en chef, Préfet maritime du 4ème arrondissement) in Rochefort. Diesen Posten bekleidete er bis zum 1. Januar 1899, woraufhin Vice-amiral Édouard Pottier seine Nachfolge antrat. Am 1. Januar 1900 schied er aus dem aktiven Militärdienst und wurde in die Reserve versetzt. Ihm wurde ferner das Großkreuz des Sankt-Stanislaus-Ordens verliehen und er wurde zudem Großoffizier des Ordens des Sultan von Sansibar. Am 7. September 1859 heiratete er in Brest Pauline Berthe Roqueplane. Sein Enkel Pierre Lidy (1889–1937) war ebenfalls Seeoffizier, der 1907 seine Ausbildung an der École navale begann und zuletzt 1928 zum Korvettenkapitän befördert wurde.